# 海德湖 (薩勒河畔哈勒)
51°29′07″N 11°53′45″E / 51.48535158512941°N 11.895768642425537°E

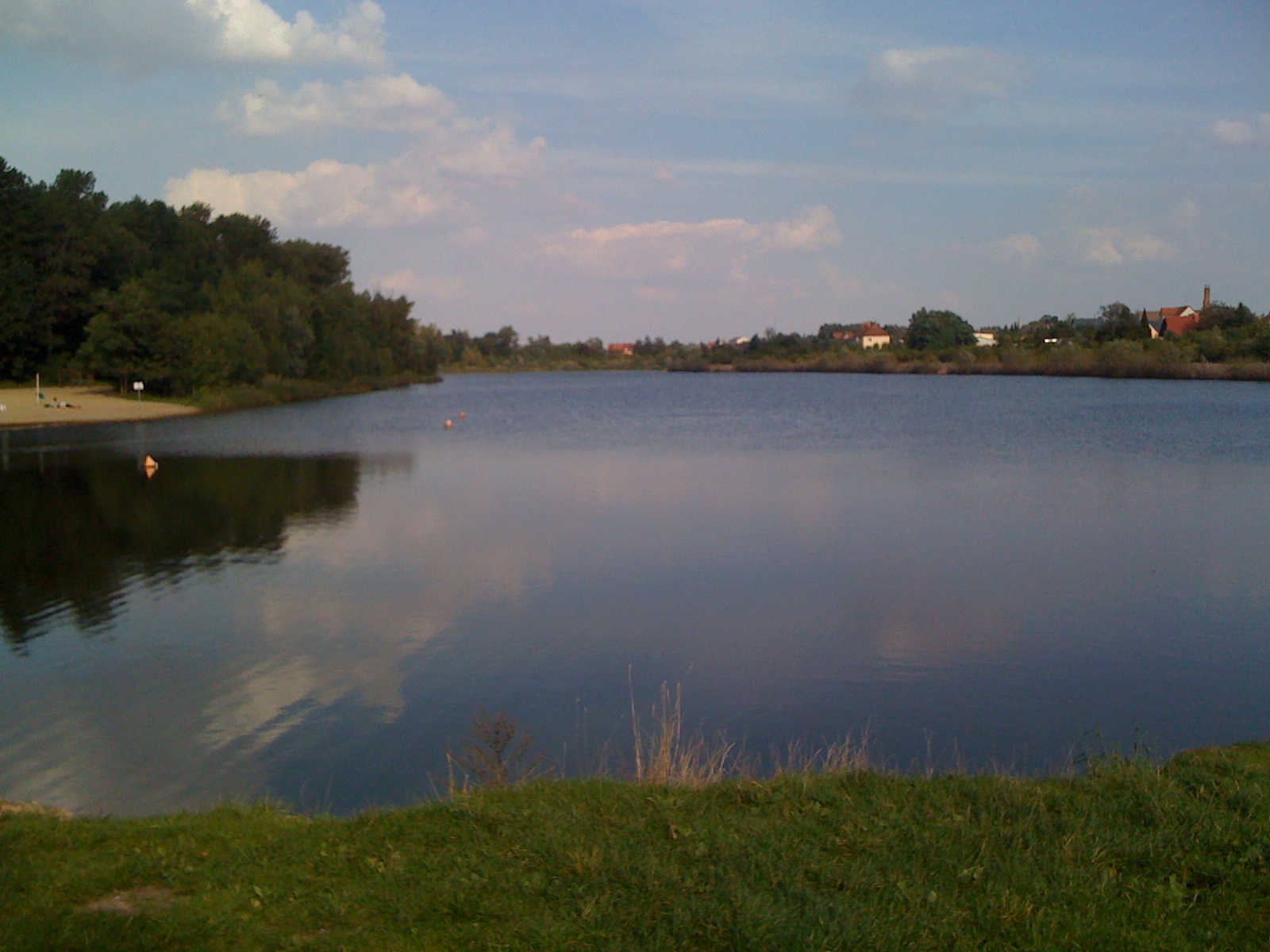

海德湖（德語：Heidesee），是德國的湖泊，位於該國東北部，由薩克森-安哈爾特州負責管轄，處於薩勒河畔哈勒，該湖泊長1公里、寬0.3公里，面積0.13平方公里。